# Vrhovni vođa Irana
Vrhovni vođa Islamske Republike Irana je najviši politički položaj u Iranu. Prvi nositelj bio je ajatolah Ruhollah Homejni, a to je sada Ali Hamenej. Vrhovni vođa ima vjersku i većinski državnu moć. Vrhovni vođa je viši položaj od predsjednika države te istoga može i smijeniti. 
Ovaj položaj uspostavljen je 1979. godine nakon iranske revolucije, iako je de iure dobio na važnosti 1980. godine jer su se tijekom 1979. godine za vrijeme prijelazne vlade vodile borbe za vlast. Položaj vrhovnog vođe naslijedio je šaha te mu je omogućena većina ovlasti.